# Турчино (заповідне урочище)

«Турчино» — заповідне урочище місцевого значення. Урочище розташоване на території Бідоцерківського району Київської області, Медвинська сільська рада, в межах Медвинського лісництва ДП «Богуславське лісове господарство» — кв. 5, 6, 7, 8, 9, 10 (всі виділи). Об'єкт створений рішенням виконокому Київського області ради народних депутатів No 574 від 19.08.1968 р.
Насадження урочища цінні своїми віковими деревами (110–410 років) таких порід: дуб, модрина, ялина. Тут зростає один з найстаріших заповідних дубів Київської області "Дідодуб", віком близько 700 років.

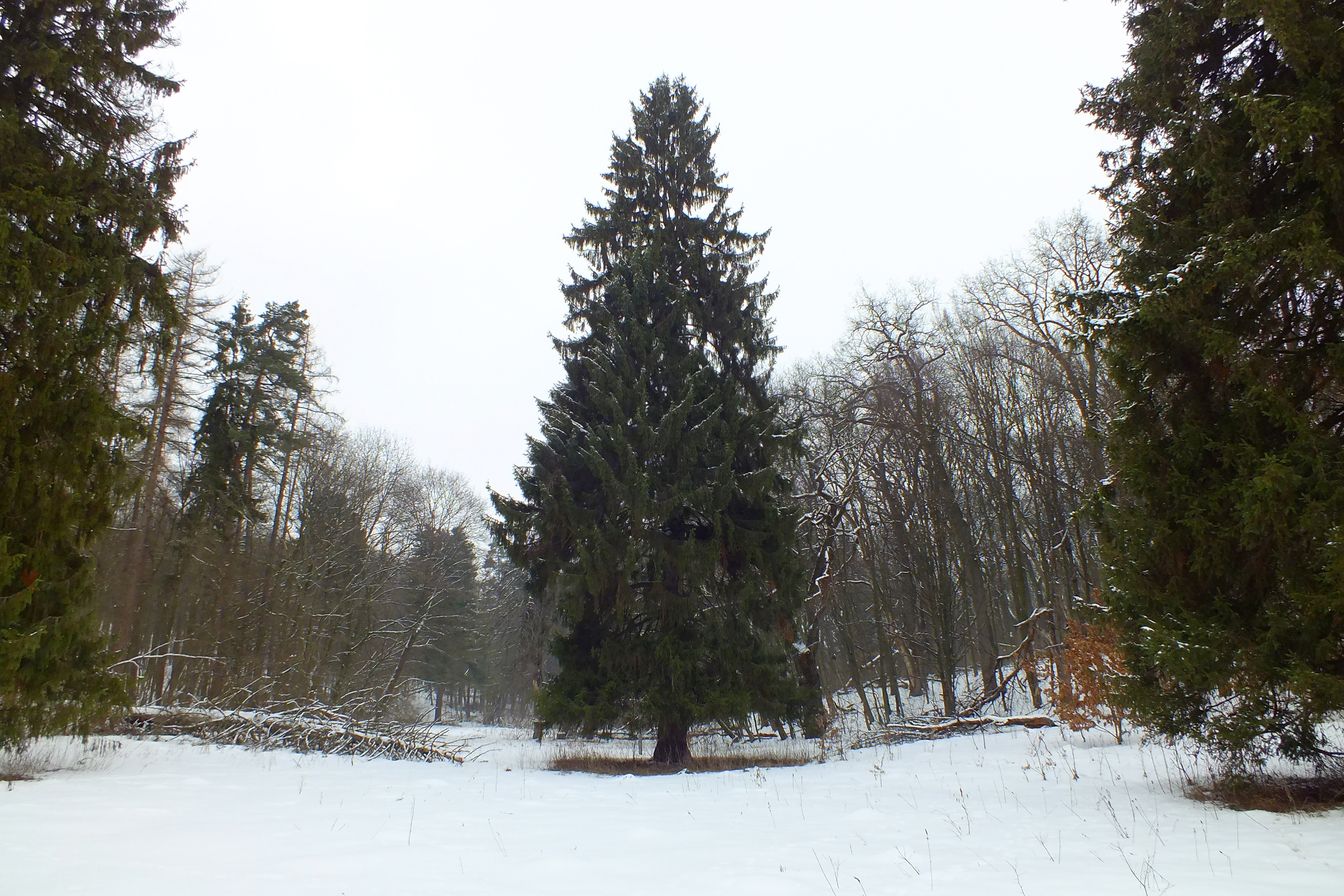
Вікова ялина в заповідному урочищі Турчино
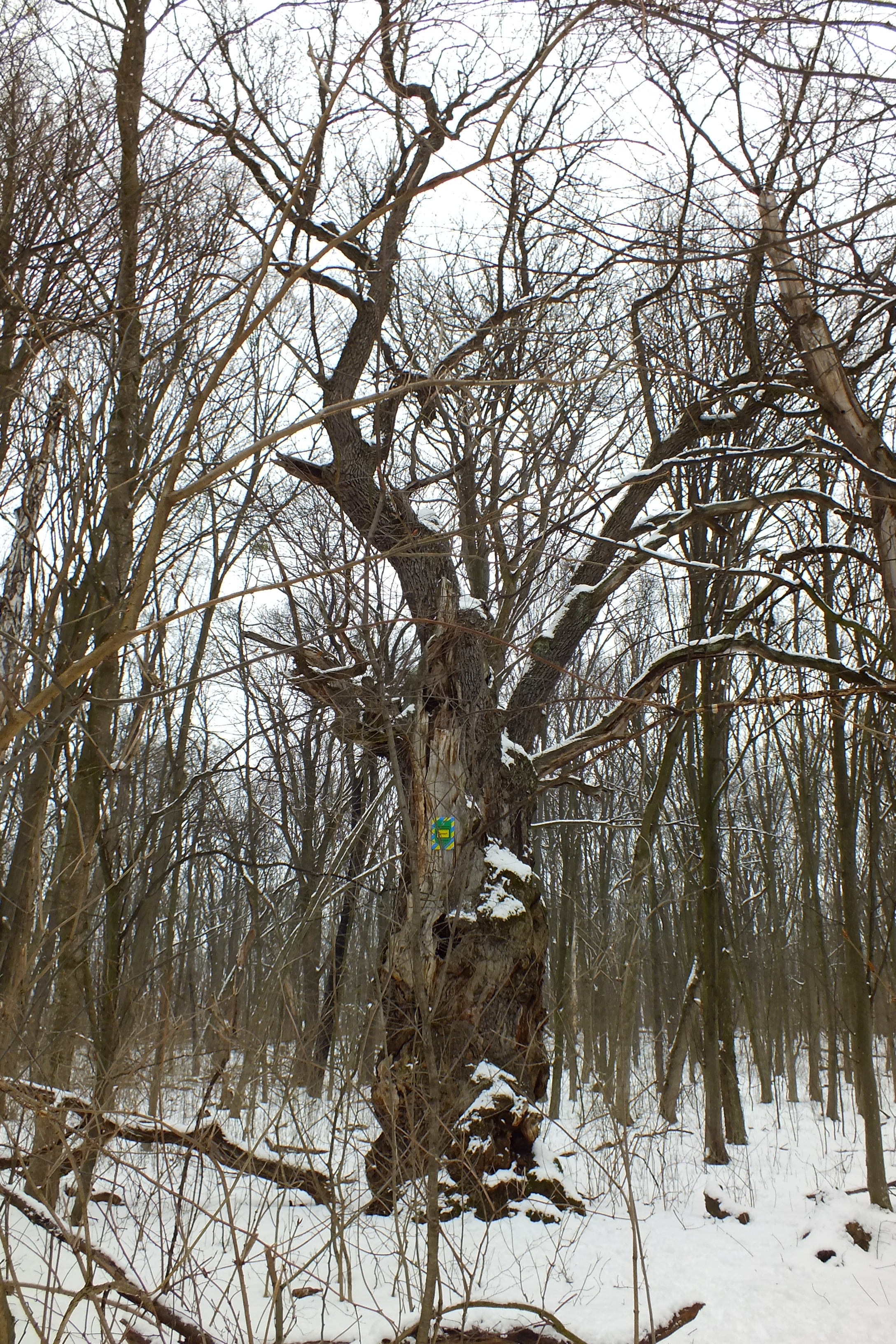
Дідодуб - одне з найстаріших дерев Київської області

Площа заказника — 327 га, створений у 1968 році.